# Glossamia aprion
Glossamia aprion är en fiskart som först beskrevs av Richardson 1842.  Glossamia aprion ingår i släktet Glossamia och familjen Apogonidae. Inga underarter finns listade i Catalogue of Life.